# 学生援護会
株式会社学生援護会（がくせいえんごかい）は、かつて存在した日本の出版社である。株式会社インテリジェンス（現・パーソルキャリア株式会社）と合併した。

## 歴史
1956年に東京都・九段で、地方から上京した学生の生活支援をおこなうことを目的とした団体として設立され、1958年に機関新聞『学生タイムズ』を創刊した。その後1967年に、日本で初めてのアルバイト情報誌『アルバイトニュース速報』（のちの日刊アルバイトニュース→an首都圏版、2017年フリーペーパー休刊・2019年Webサービスも終了）を創刊する。その後、全国展開し、就職情報誌も発行、付随する業務を拡大した。特に1980年代には牛の吉田君をCM（日刊アルバイトニュース）に起用したことや、1990年にはシーナ&ザ・ロケッツが「職業選択の自由」と歌う「憲法第22条の歌」のテレビCM（サリダ）でも話題になった。
しかし、ウェブサイトやフリーペーパー（無料誌）の普及で、有償雑誌の売れ行きが下降気味となったことから2005年9月、経営環境の変化に対応して事業拡大するため赤嶺紀彦代表取締役社長（当時）ら経営陣がアメリカ合衆国の投資ファンド会社カーライル・グループと共同してMBOを実施し、カーライル・グループが学生援護会とグループ企業16社の株式を全部買い取った。
MBO実施の当初は、2007年秋に株式上場する計画であったが、2006年3月15日に総合人材サービス会社の株式会社インテリジェンスとの合併を決定。まず3月31日に、学生援護会の発行済み株式40.1パーセント (%) をUSENが取得した。インテリジェンス創業者で会長の宇野康秀はUSENの現社長である。7月1日にインテリジェンスと合併のうえ、USENのグループ会社になった。
吸収合併後、学生援護会の本社であったビルは、ローンスター系の投資会社を経て、2009年8月に学校法人中央大学に譲渡され、現在は同大学市ヶ谷田町キャンパス（中央大学ミドルブリッジ）として使用されている。

## 主なウェブサイト
- ウェブan（アルバイト情報）
- モバイルan（携帯版アルバイト情報）
- weban社員版（転職情報）
- ぐるなびan（飲食店アルバイト情報）

## 主な情報誌
- an
- サリダ
- DODA
- ブランカ
- フリーペーパー「Free an」
- フリーペーパー「JOB TOWN」
- フリーペーパー「CLIP」

### 人物
- 井上美旭弥 - 創業者・初代社長
- 井上陽子 - 2代目社長。会社を再建して、現在のような規模に拡大した。創業者の実妹。
- 井上美悠紀 - 3代目社長。創業者の実弟。
- 輪島大士 - ROCBULL初代監督
- 村上春樹 - エッセイ『村上朝日堂』に、かつて村上が経営していたバーのアルバイトで学生援護会に就職した人の話が掲載されている。
- 松本人志 - 高校卒業後、日刊アルバイトニュースの印刷を請け負っていた印刷所に就職予定であった。のちに競合媒体である『タウンワーク』（リクルートジョブズ）のCMに出演。

### 企業
- リクルート
- NTTドコモ
- サークルKサンクス（現・ファミリーマート）